# Nautilus (tengeralattjáró)
A Nautilus Jules Verne francia író által kitalált tengeralattjáró. A Nemo kapitány (Vingt mille lieues sous les mers – Húszezer mérföld a tenger alatt, 1870) regénye szinte végig ezen a hajón játszódik, A rejtelmes sziget regényben is fontos szerepet kap.
Az én hajóm külön világ. Éppoly idegen a földtől, mint a bolygók, amelyek az égitestet a nap körüli útjában követik.
A Nautilus levált a regénytől, önálló életet él. A Nautilus a tengeralattjáró szinonimája, minden bizonnyal többen ismerik, mint ahányan a regényt olvasták. Verne Robert Fulton 1800-ban épült Nautilusa után nevezte el hajóját, Verne regényei hatására számos tengeralattjáró, hajó kapta meg a Nautilus nevet.

## ANautiluskívülről
Ez a rajz tünteti fel a hajó méreteit, professzor úr. Mint látja, hajóm alakja erősen elnyújtott, kúpban végződő henger: feltűnően hasonlít a szivarhoz. Ez bizonyult eddig a legalkalmasabb alaknak. A henger hosszúsága egyik csúcstól a másikig pontosan 70 méter; a legszélesebb keresztgerenda 8 méter. Az arány tehát nem pontosan 1 : 10, ahogyan a gyorsjáratú gőzhajókat építik, de a hajótest vonala elég hegyes, a víz alatti rész hajlata elég hosszú, úgyhogy a kiszorított vizet könnyen megosztja, s mi sem gátolja a haladásban.
E méretekből könnyen kiszámíthatja a Nautilus felületét és köbtartalmát. Felülete 1011,45 négyzetméter, köbtartalma pedig 1500,2 köbméter ami azt jelenti, hogyha a hajó teljesen alámerül, ezerötszáz köbméter vizet szorít ki, tehát a súly ezerötszáz tonna.
Amikor a tengeralattjáró terveit készítettem, az volt a szándékom, hogy egyensúlyi helyzetben kilenctized része merüljön a víz alá, és csak egytizedével emelkedjék ki a vízből. Tehát csak annyi vizet szorítson ki, amennyi kilenctized részének megfelel, vagyis 1356,48 köbmétert. Súlya ezek szerint ezt a tonnaszámot nem haladhatja meg. Ezt azonban csak a fenti arányokban való megszerkesztéssel érhettem el.
A Nautilus teste két burkolatból áll, egy belsőből és egy külsőből, amelyet T alakú vaskapcsok kötnek össze; ez a szerkezet rendkívül nagy szilárdságot ad a hajónak. A sejtszerű kiképzés által olyan óriási az ellenállása, mintha egyetlen tömör tömb volna. Külső burkolata nem enged; a szegecseléstől függetlenül is hozzátapad a törzshöz. A különböző anyagok tökéletes összeillesztése folytán szerkezete olyan egységes, hogy a leghevesebb viharnak is ellenáll.
A két burkolat acéllemezekből készült. A külső burkolat öt centiméter vastag; súlya 394,96 tonna. A belső burkolat, aztán az 50 centiméter magas, 25 centiméter széles, egymagában is 62 tonna súlyú hajótő, a gépek, a holtsúly, a különböző szerelvények és berendezések, a belső választófalak és merevítések: mindez együttvéve 961 tonna, ami együtt a kívánt 1360 tonna súlyt eredményezi.

### ANautilusa Verne könyvek képein

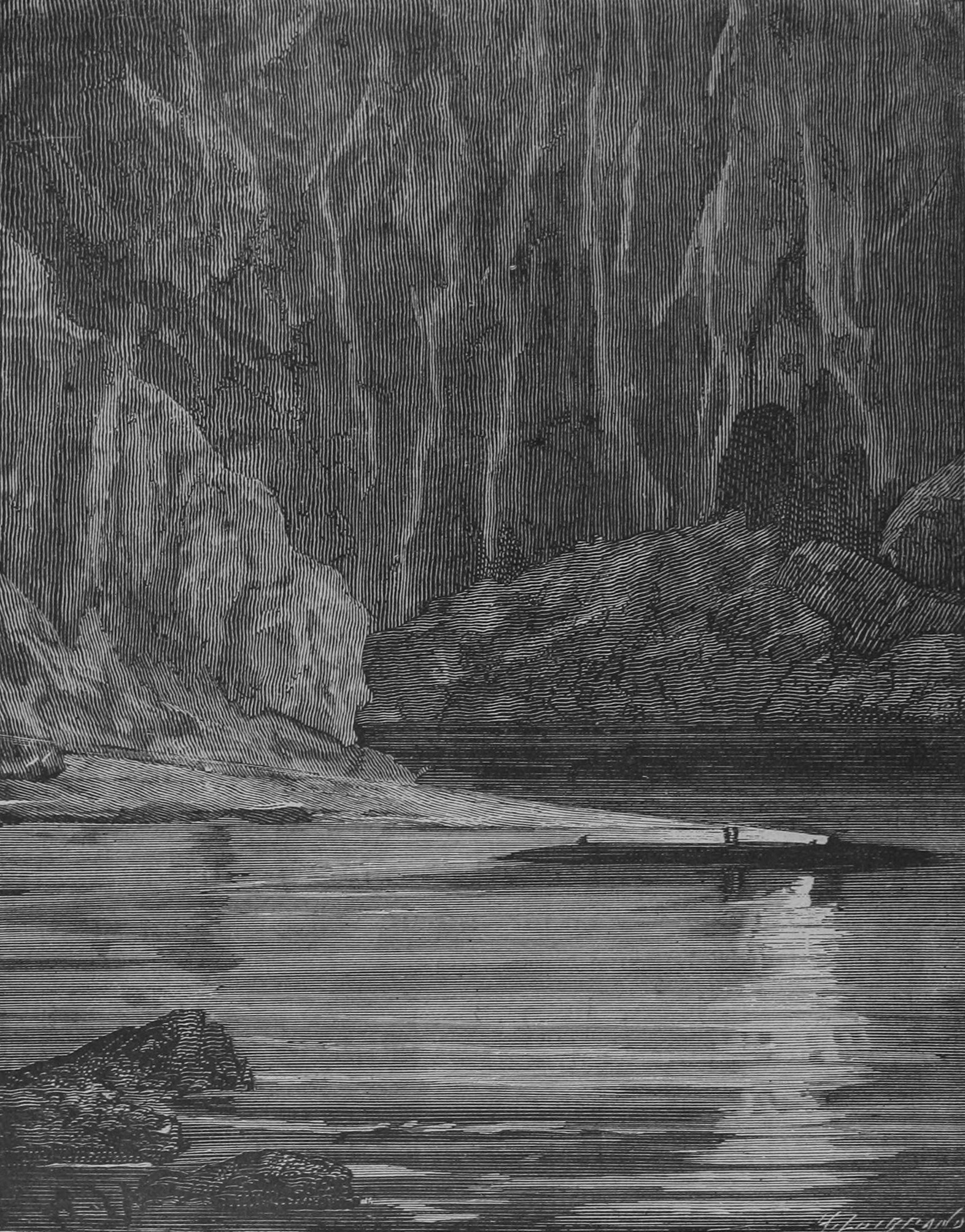
A Nautilus útját meredek sziklafal zárja el…
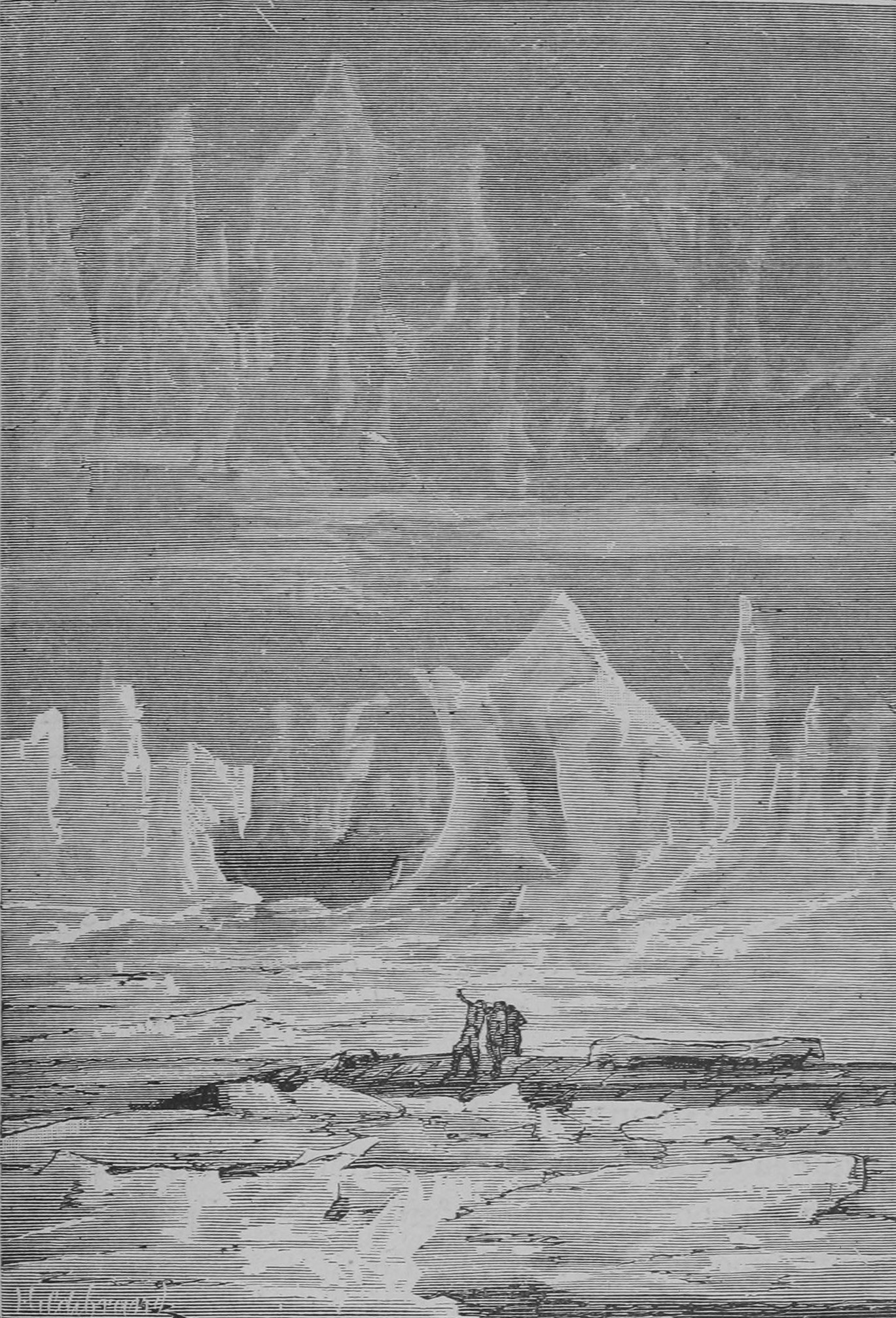
… jég borította a tengert, s elöl-hátul bezárta a láthatárt.
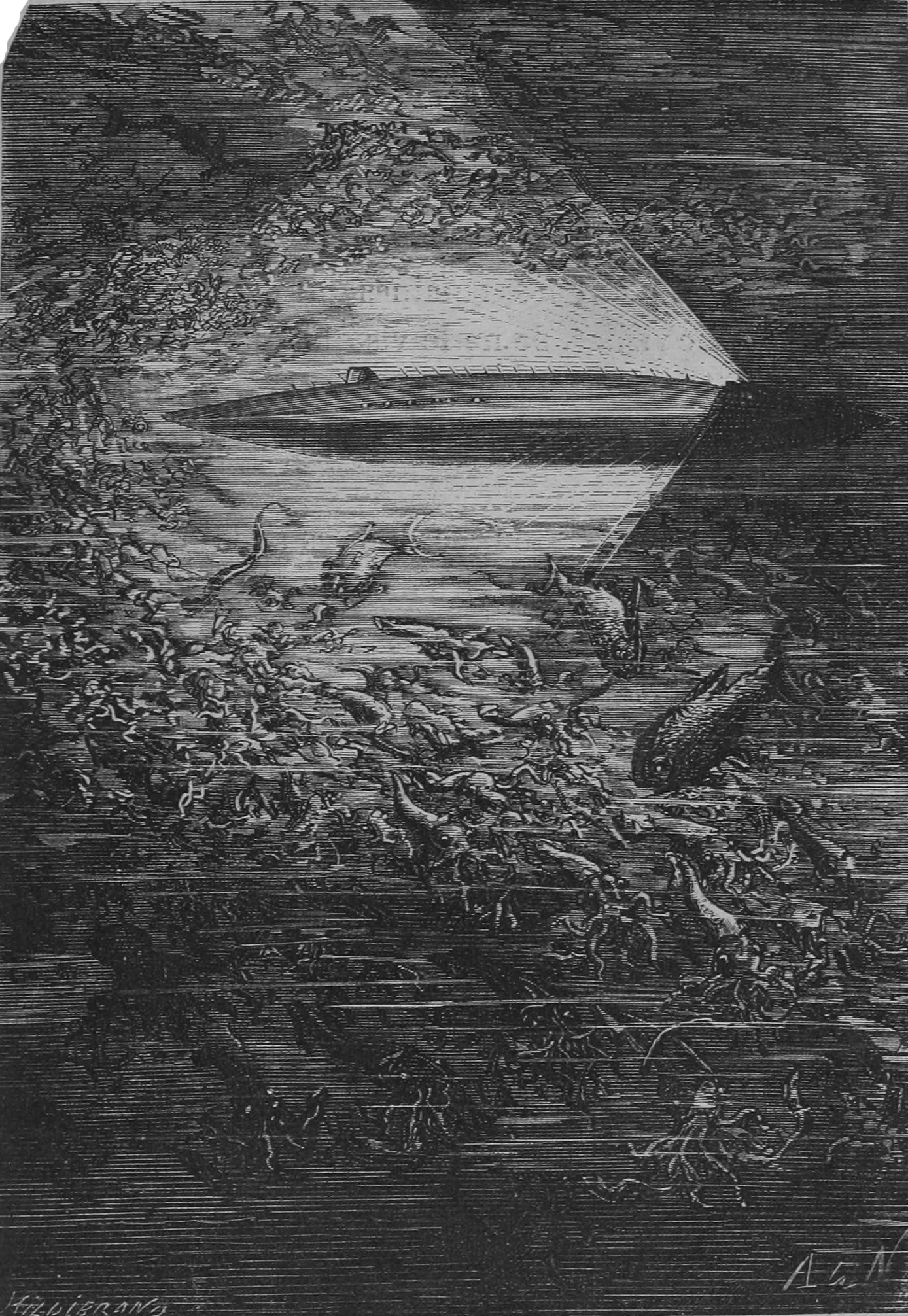
Egy iszonyú csapat calmarral való találkozás.
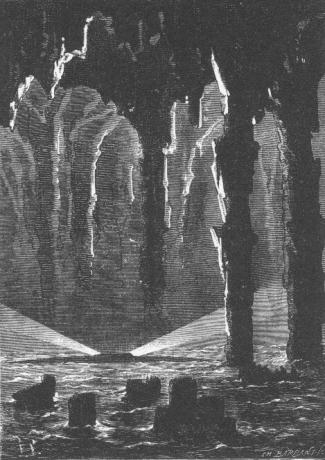
Két oldalából lövellt ki a villamos fény
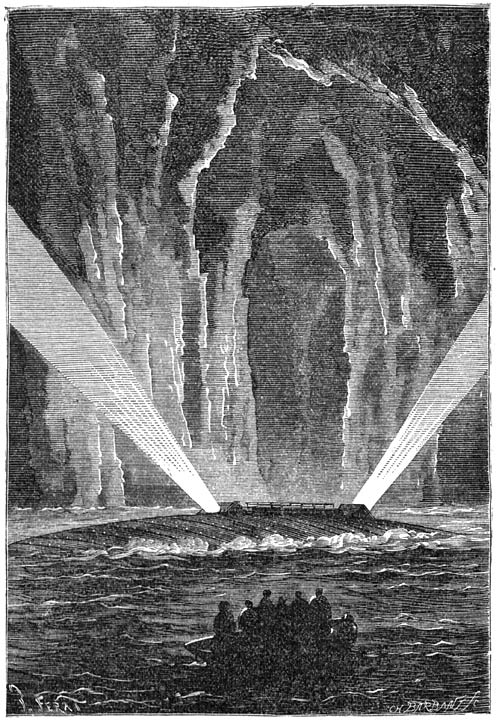
Óriási koporsó, melyből fény lövel ki.

## ANautilusépítése
A Nautilus minden egyes alkatrészét más és más helyről hozattam burkolt rendeltetéssel. A hajótőt Creusot-nál gyártották, a csavartengelyt Pen and Co.-nál, Londonban, a borítás acéllemezeit Leardnél, Liverpoolban, a hajócsavart Scottnál, Glasgow-ban. A tartályokat a párizsi Cail et Cie. készítette, a gépet a poroszországi Krupp, vágósarkantyúját a Motola-művek Svédországban, a precíziós műszereket a Hart Bros. New Yorkban, és így tovább. A gyárosoknak más és más név alatt küldtem el a tervrajzokat. Az alkatrészeket egy meg nem nevezett szigeten szerelték össze a Nemo kapitány alkalmazta férfiak.

## ANautilusbelseje

### Kormányfülke, fényszóró és csónak
A lapos tető csupán nyolcvan centiméternyire emelkedett ki a vízből. … A tető közepén egy csekély domborulat jelezte a hajótestbe félig besüllyesztett csónak helyét. Az orron és a faron két alacsony, rézsútos falú fülke emelkedett ki, vastag lencseüveg ablakokkal. Az egyikben a kormányos tartózkodik, a másikban van a hatalmas fényerejű reflektor, amely a Nautilus útját megvilágítja.
A tető körül kifeszített, korlátnak szolgáló hajókötelet leeresztették. Az ívlámpa házikóját s a kormányfülkét lesüllyesztették a hajótestbe, úgyhogy egy szintbe kerültek a Nautilus tetejével.
Kormányfülke
Nemo kapitány a központi lépcsőhöz vezetett. A középen kinyitott egy ajtót, s a felső folyosókon át a kormányfülkéhez mentünk, amely, mint tudjuk, kiemelkedik a tetőből. Most láttam csak belülről a fülkét. Minden oldala hat láb hosszú… Középen áll a vízszintes síkban elhelyezett kormánykerék, amely a Nautilus farához futó kormányláncba kapaszkodik. A fülke falába süllyesztett, lencseüveggel ellátott négy kerek ablakon át a kormányos minden irányban kitekinthet. A kormányos egy üvegezett fülkében tartózkodik. A fülke a Nautilus külső burkolatából emelkedik ki. Falaiba lencseüvegek vannak szerelve… Az én lencseüvegeim mérete azonban huszonegy centiméter a középen,
Ha a felszínre emelkedtünk, akkor is csak a kormányfülke látszott ki a vízből.
Fényszóró
A tető túlsó végén elhelyezett fényszóró élesen megvilágította a vizet. A kormányos fülkéje mögött egy óriási villanyfényszóró van elhelyezve. Sugarai félmérföldnyi távolságra világítják meg a tengert!
Csónak
A csónakot a hajó külső részén egy mélyedés fogadja be. A jármű pedig teljesen zárt, tökéletesen vízhatlan, s erős hengeres csavarokkal hozzá van erősítve ágyához. A létra a Nautilus testébe vágott kibújó-nyíláshoz vezet; ez a nyílás pedig pontosan hozzáilleszkedik a csónak oldalán alkalmazott ugyanakkora nyíláshoz. Ezen a két nyíláson át jutok be a csónak belsejébe. Előbb elzárják a Nautiluson levő nyílást, aztán én szorítócsavarokkal elzárom a másikat, a csónakon levőt, megeresztem a hengeres csavarokat, s a csónak szédületes gyorsasággal száll fel a víz felszínére. Ekkor kinyitom a gondosan elzárt fedélzetnyílást...
Képek a Nautilus tetejéről, kormányfülkéről és fényszóróról

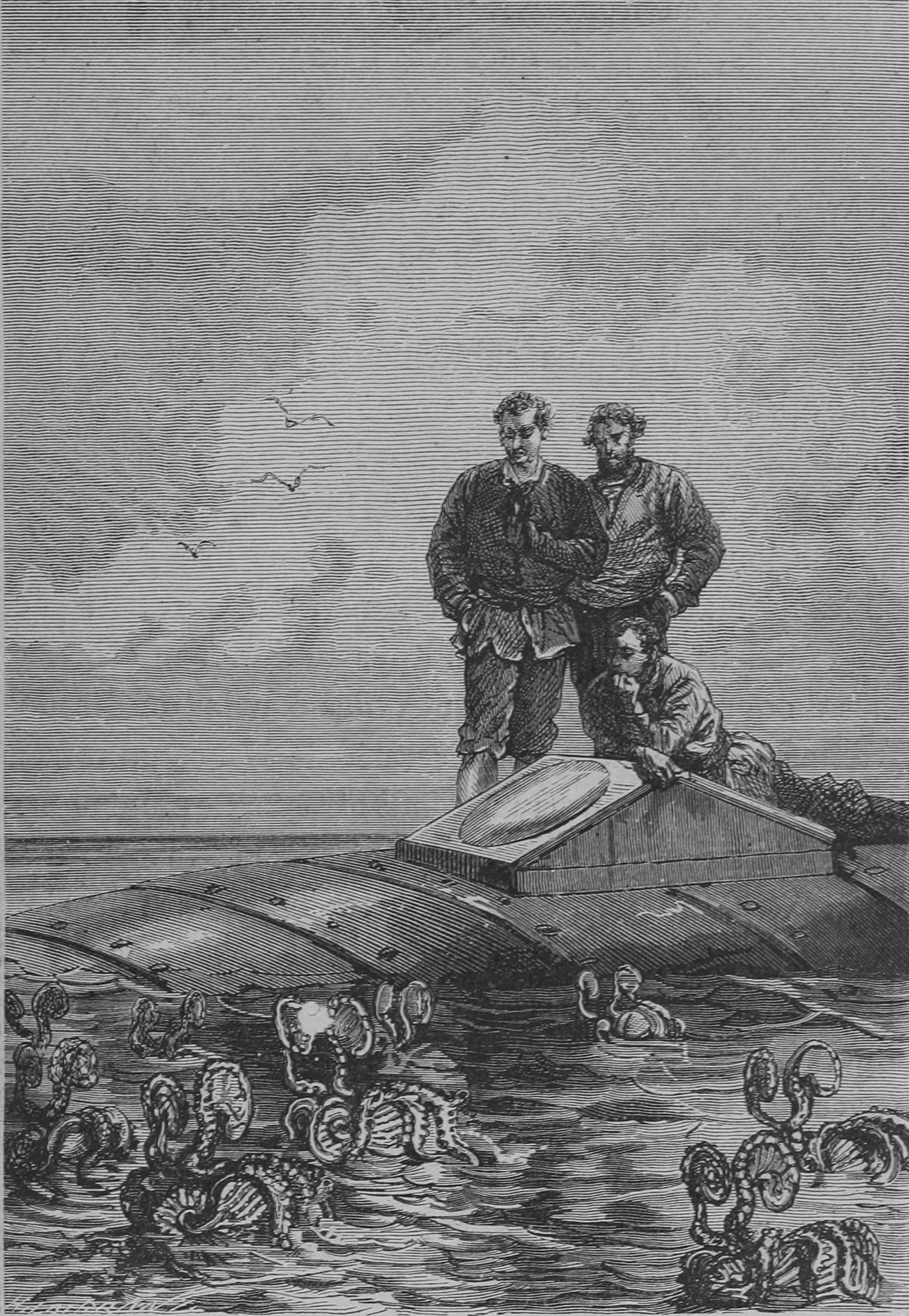
A hajós csiga ezrei lepték el a víz szintet.
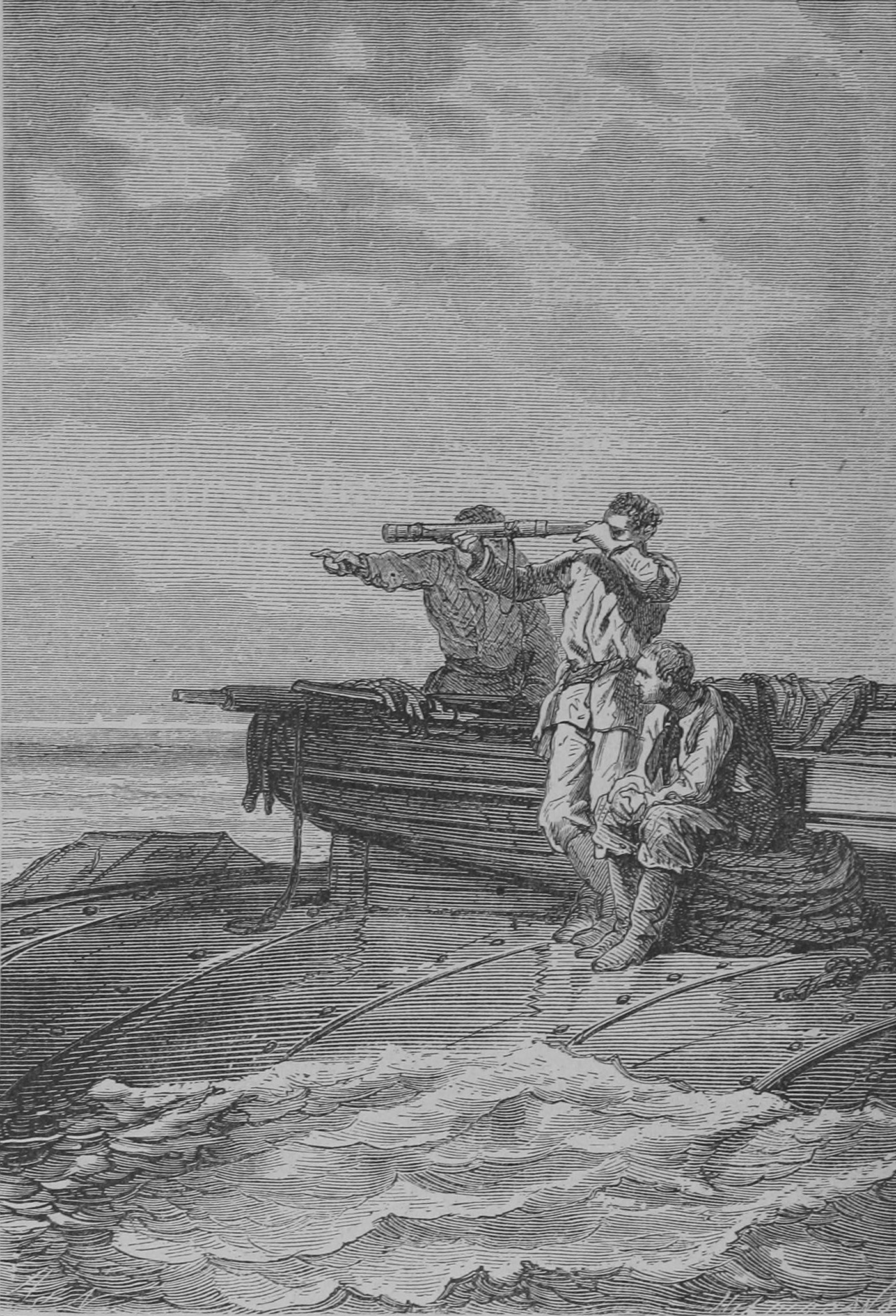
Az apályban előtűnnek a tengeralatti képződmények hegyes csúcsai
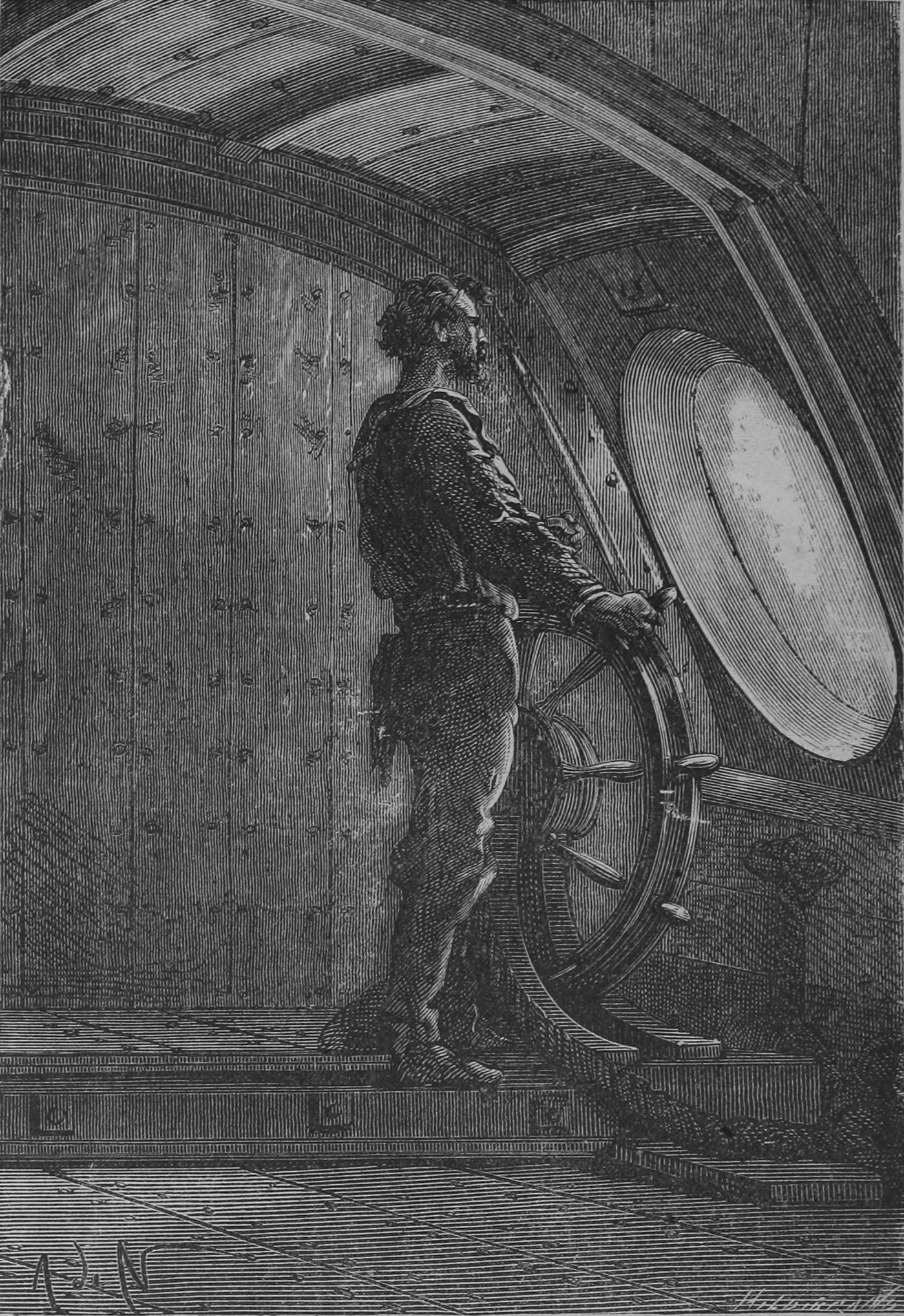
Nemo kapitány maga állott a kormánykerékhez.
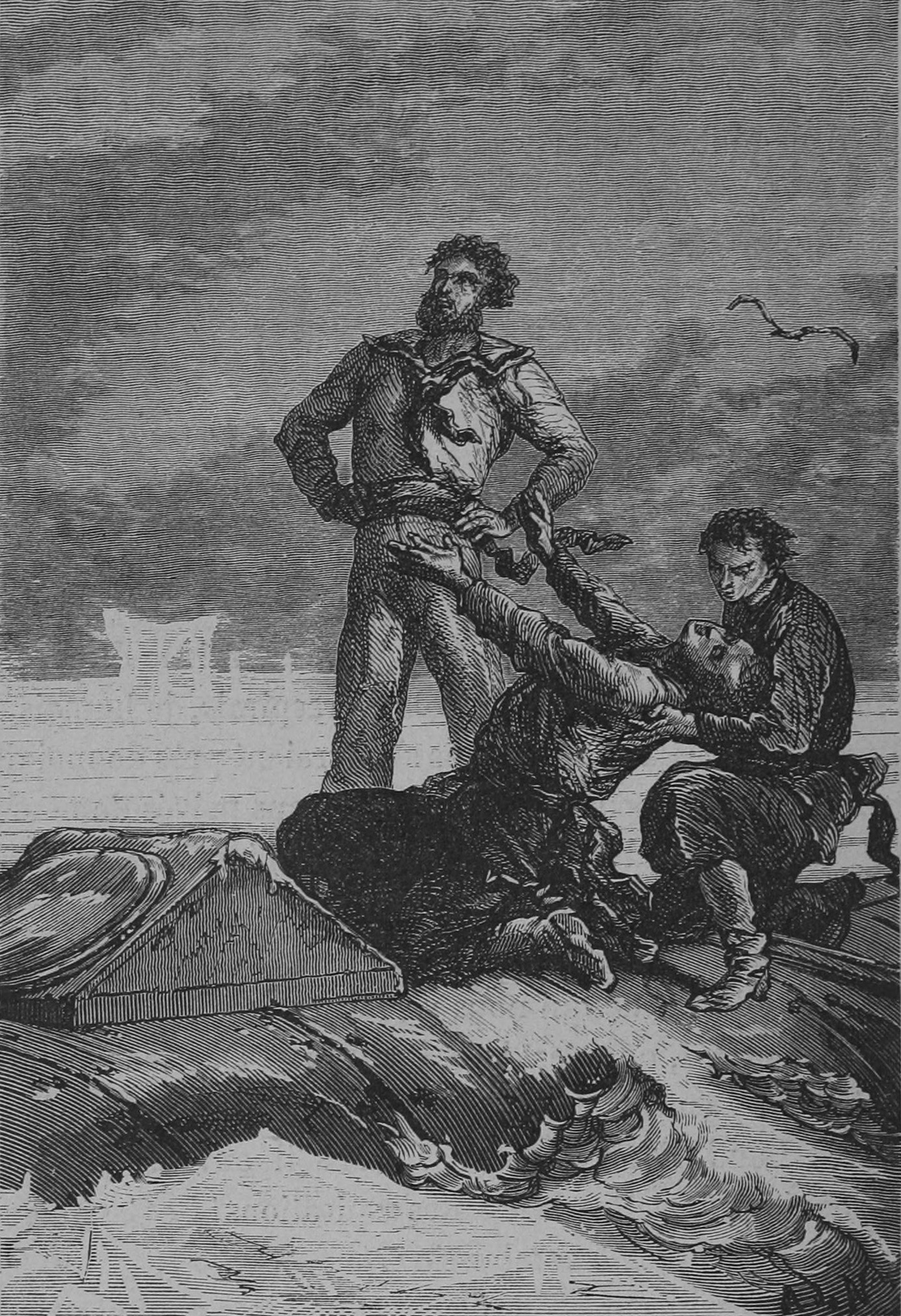
Talán a kanadai erős karjaiba ragadva vitte ki oda..
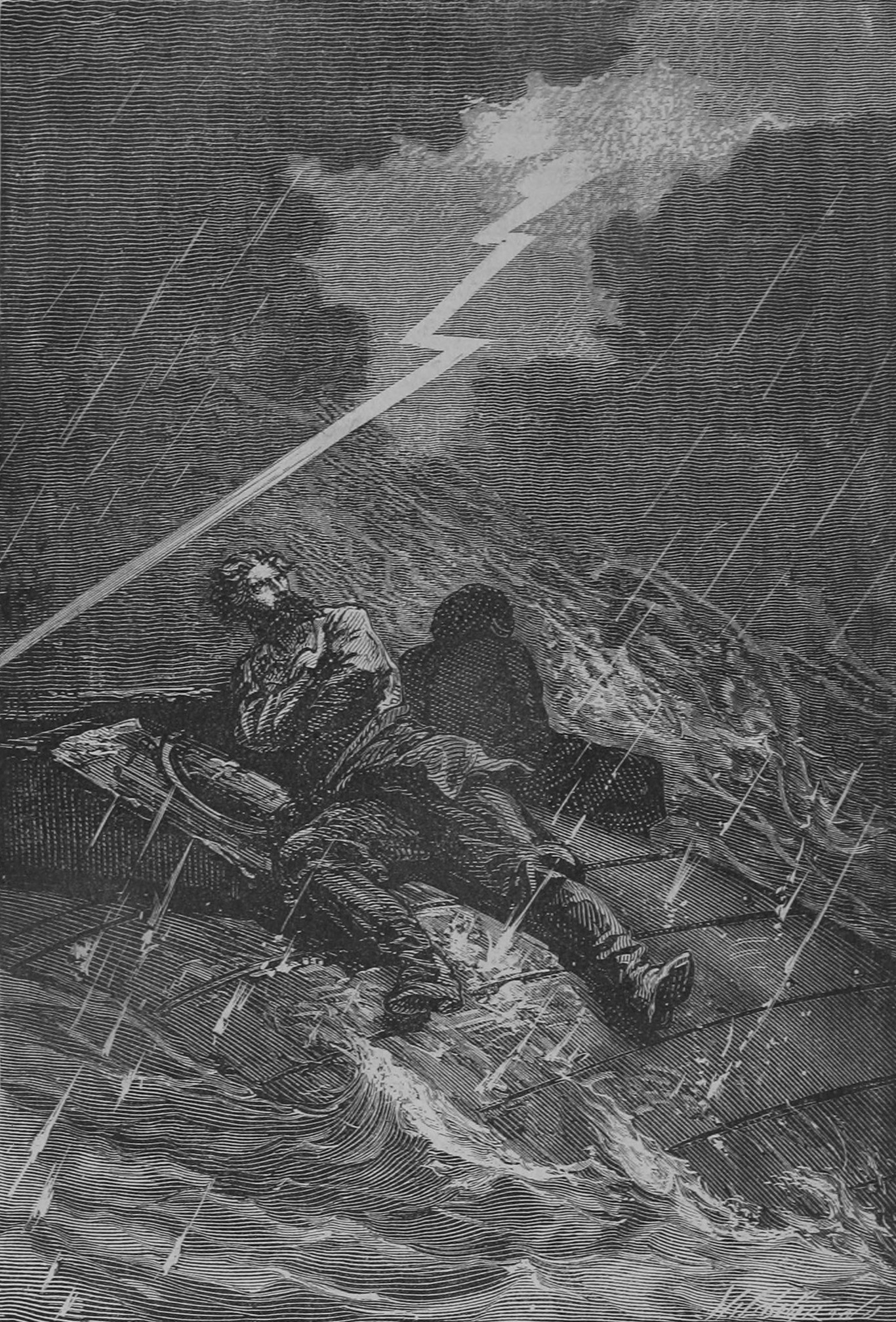
Nemo kapitány nem távozott a fedélzetről.
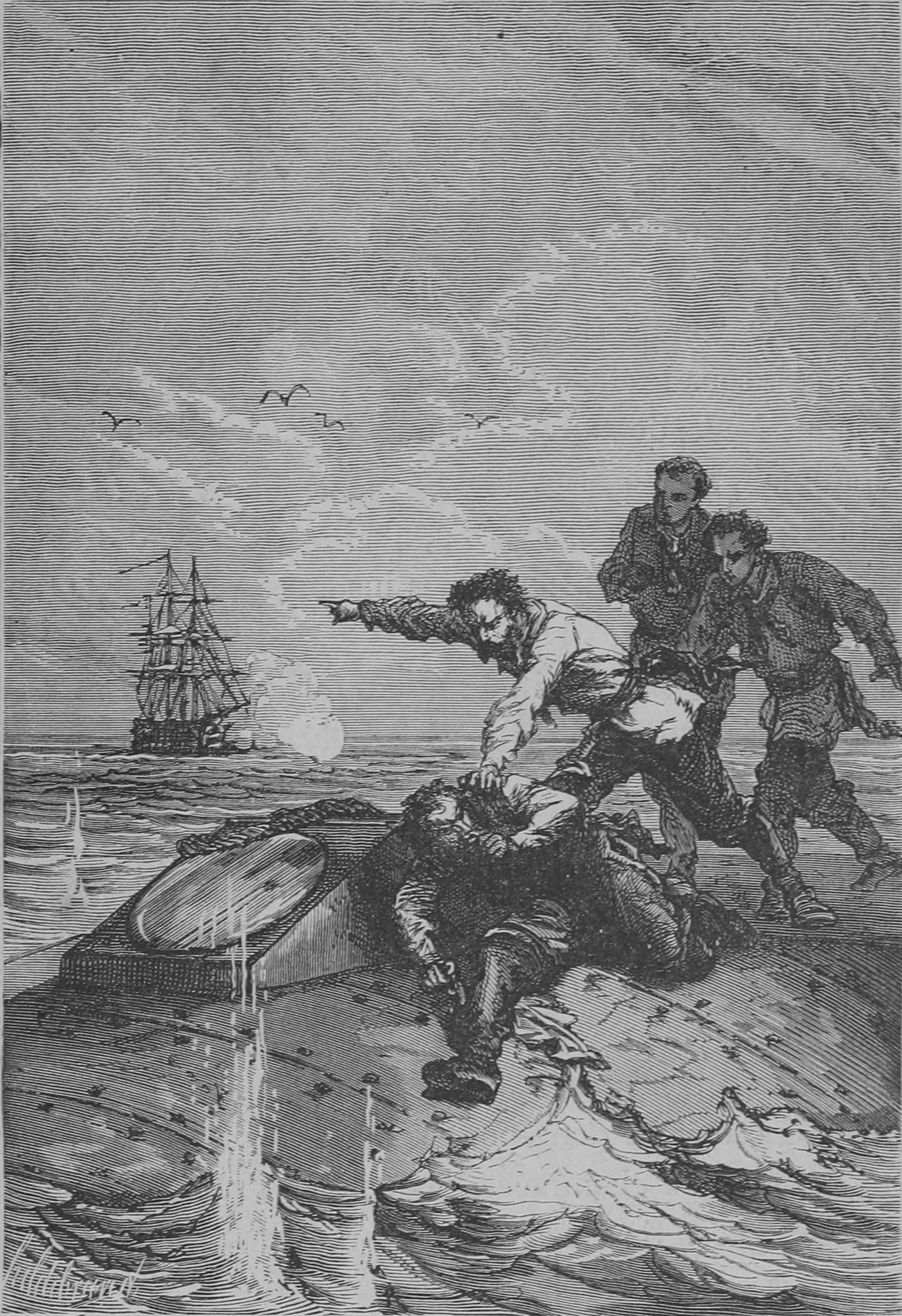
- Nyomorult – kiáltá – mit akarsz!
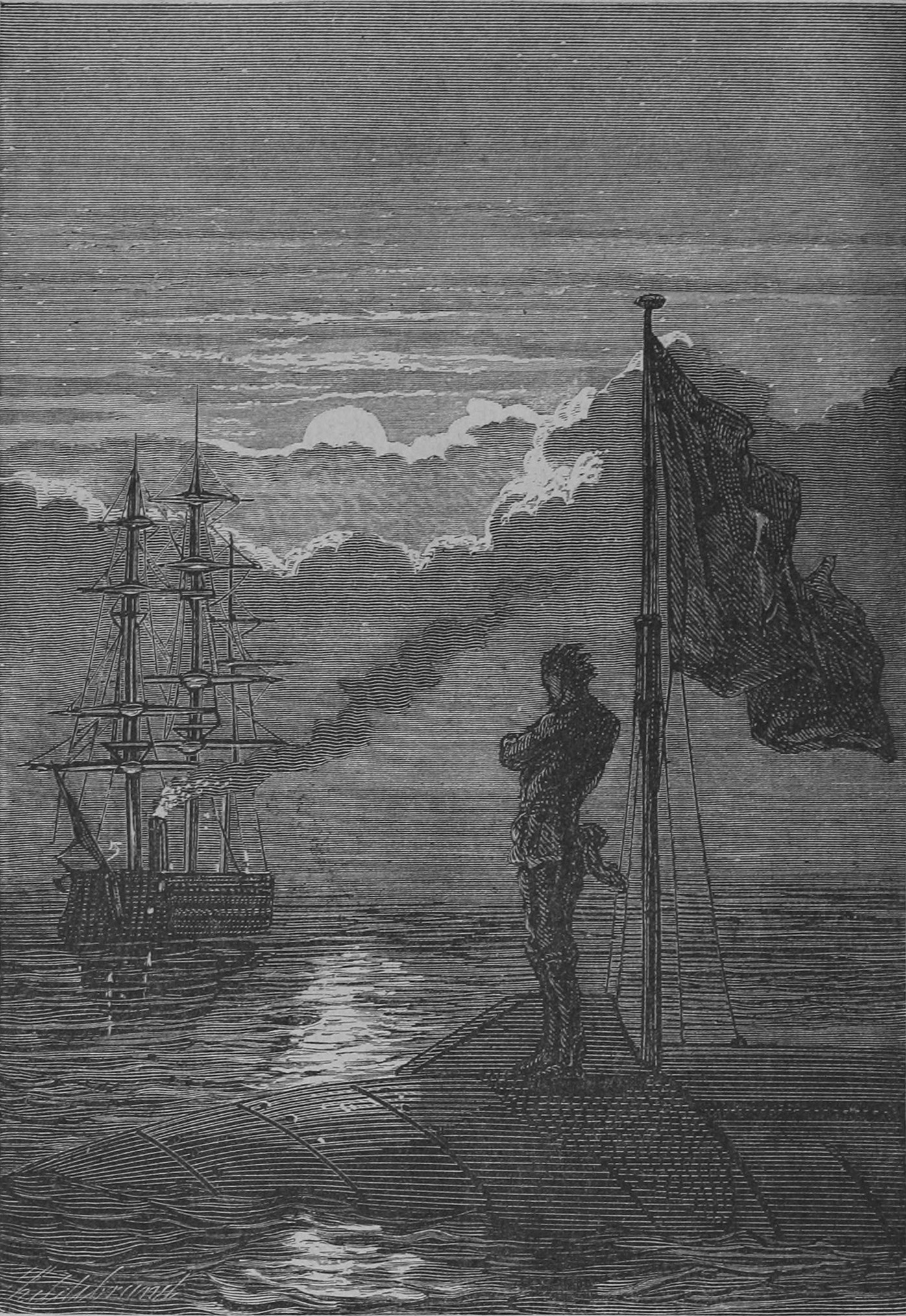
[16][1]
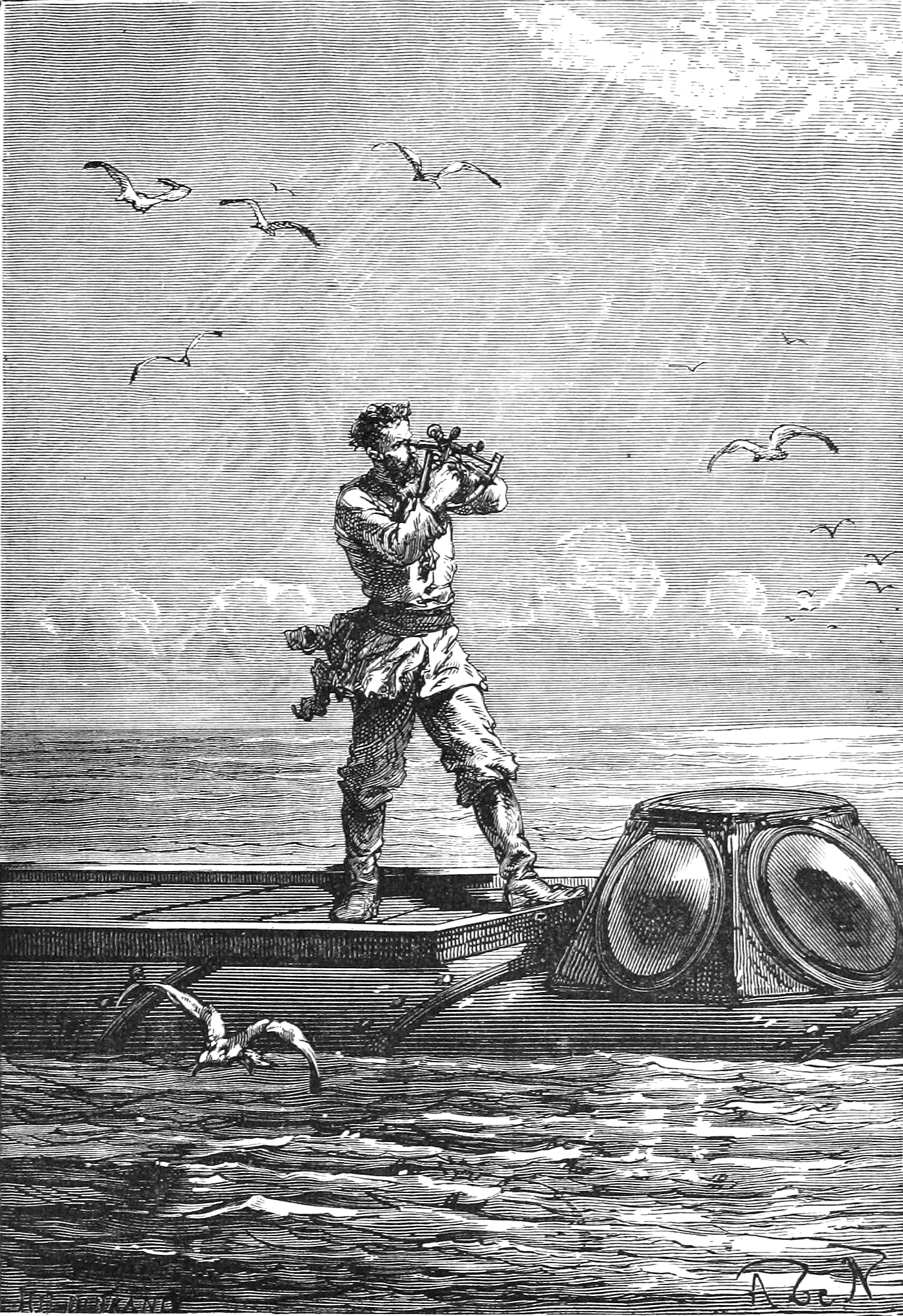
Kezében szextanssal teljes pontossággal felvette a helyzetet.
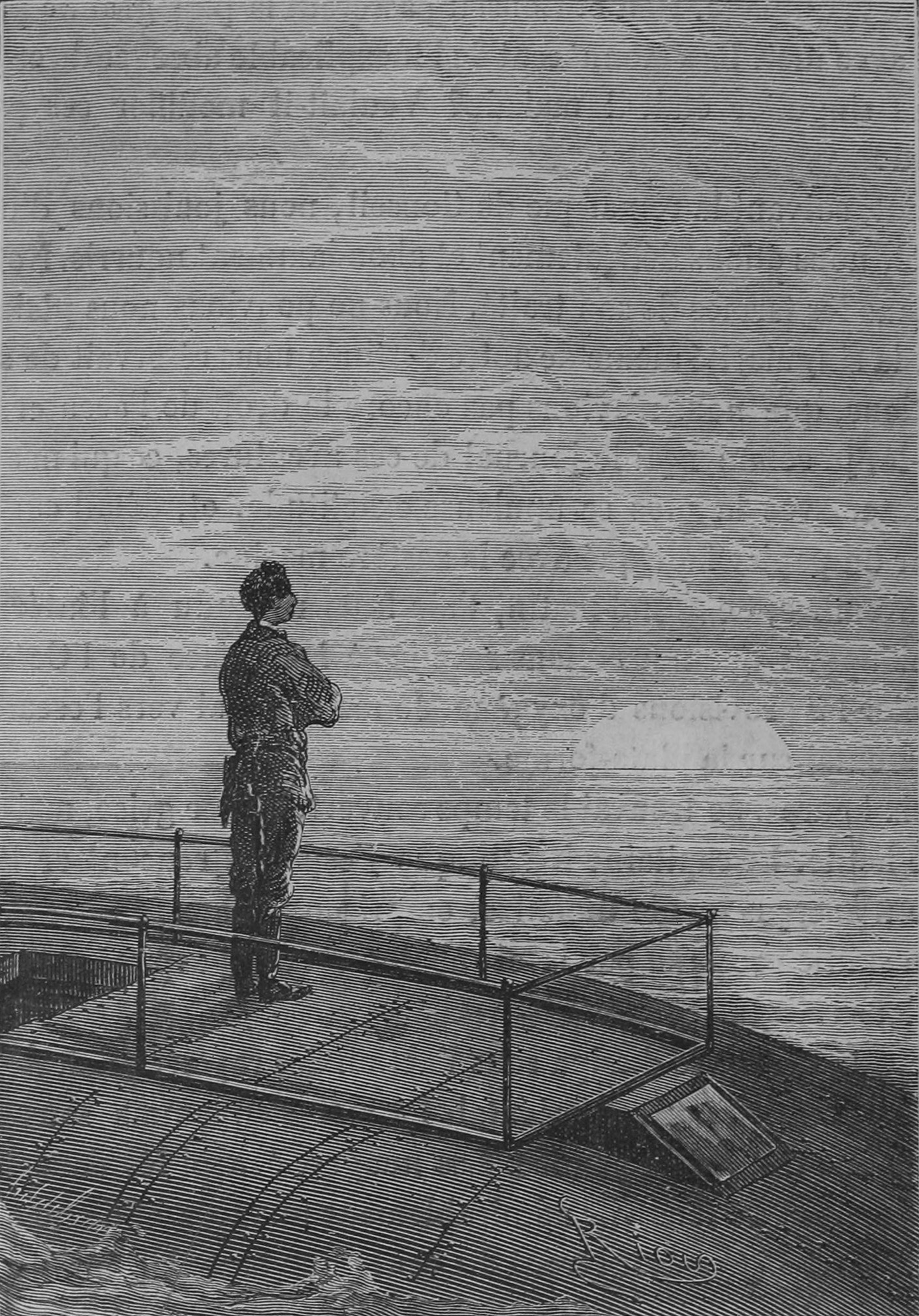
A Nap éppen fölkelőben volt s lángba borítá az óceánt..
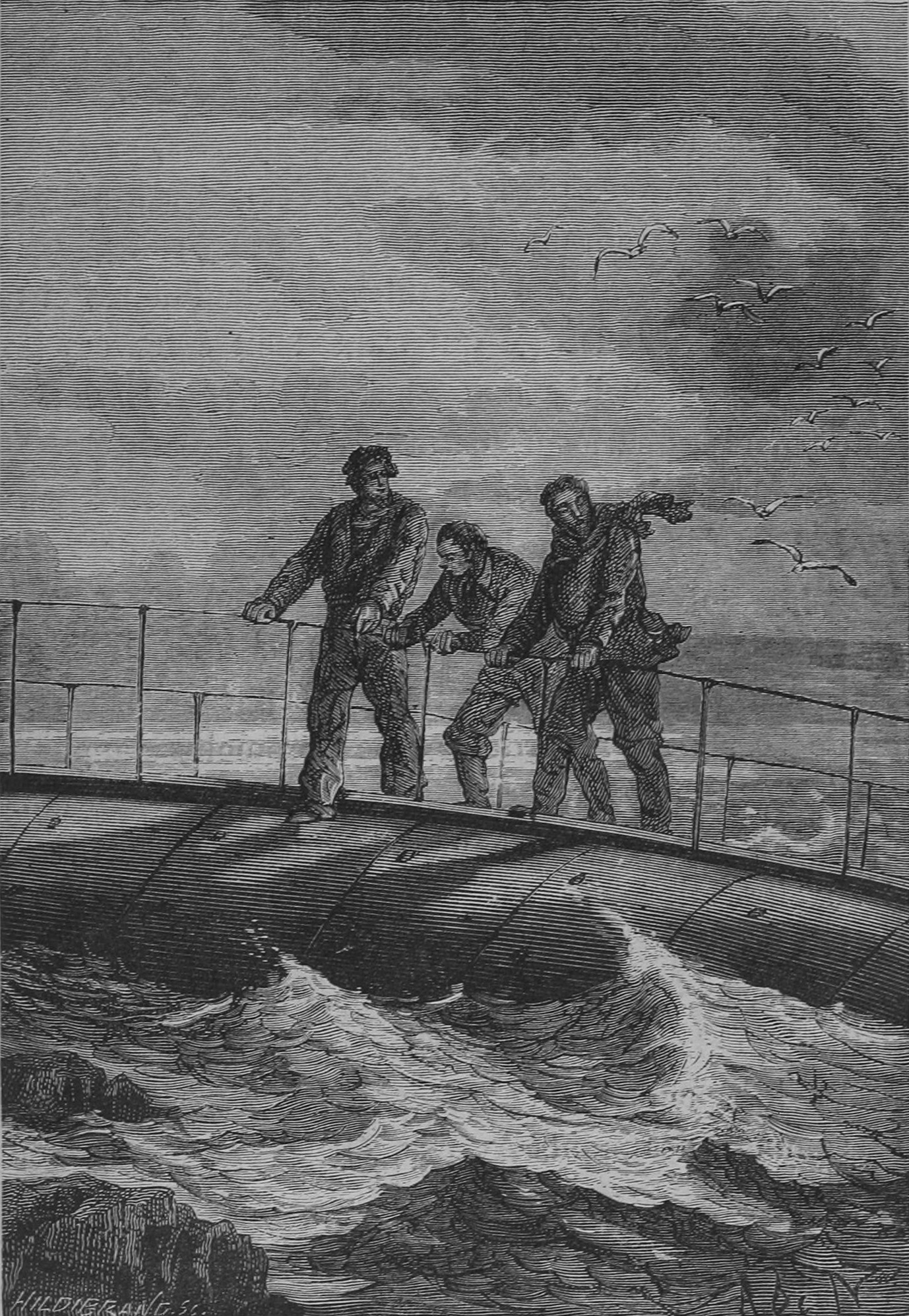
A Nautilus egy sziklacsúcsba ütközött.
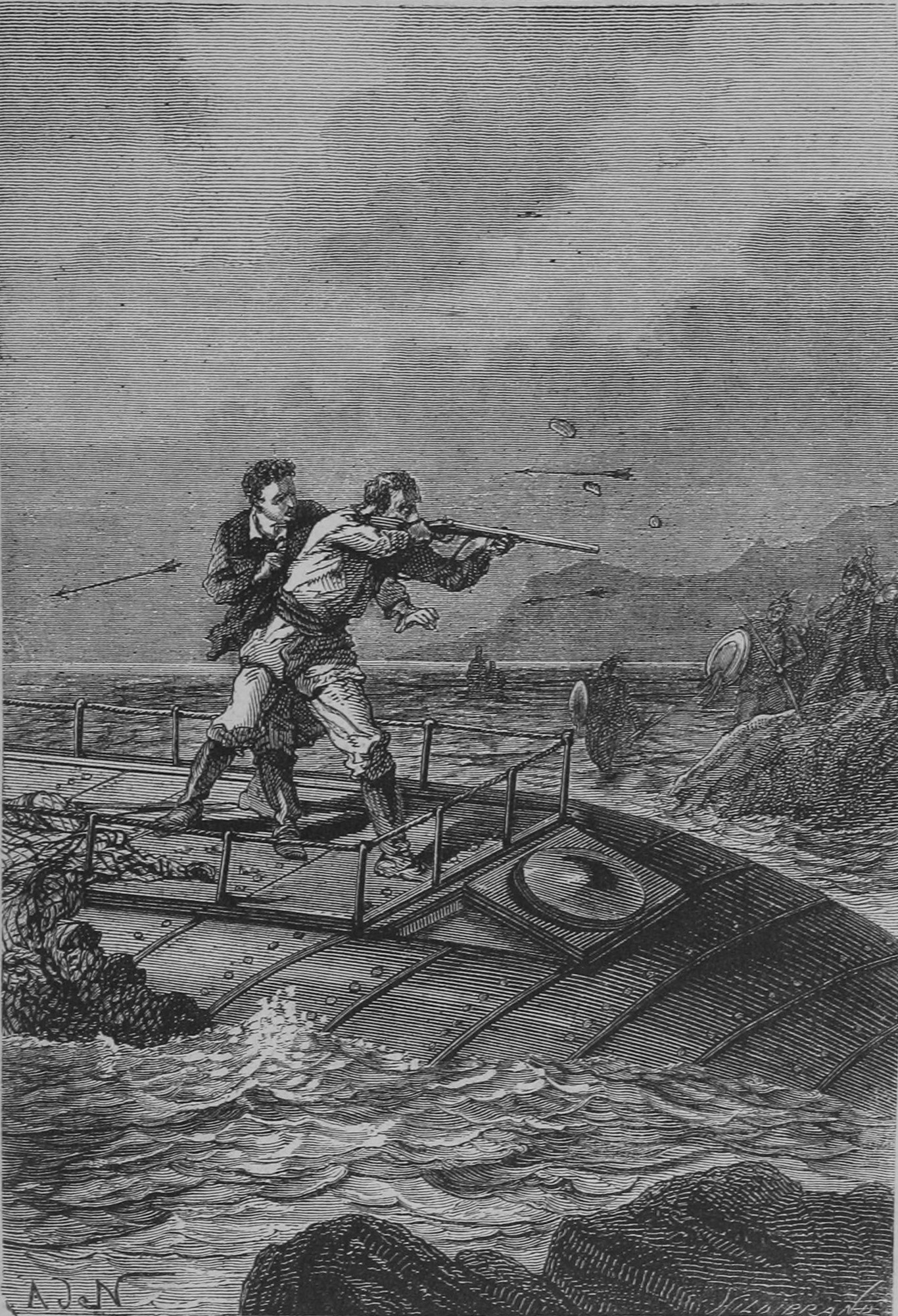
Conseil egyszerre felkapta a tanár puskáját.
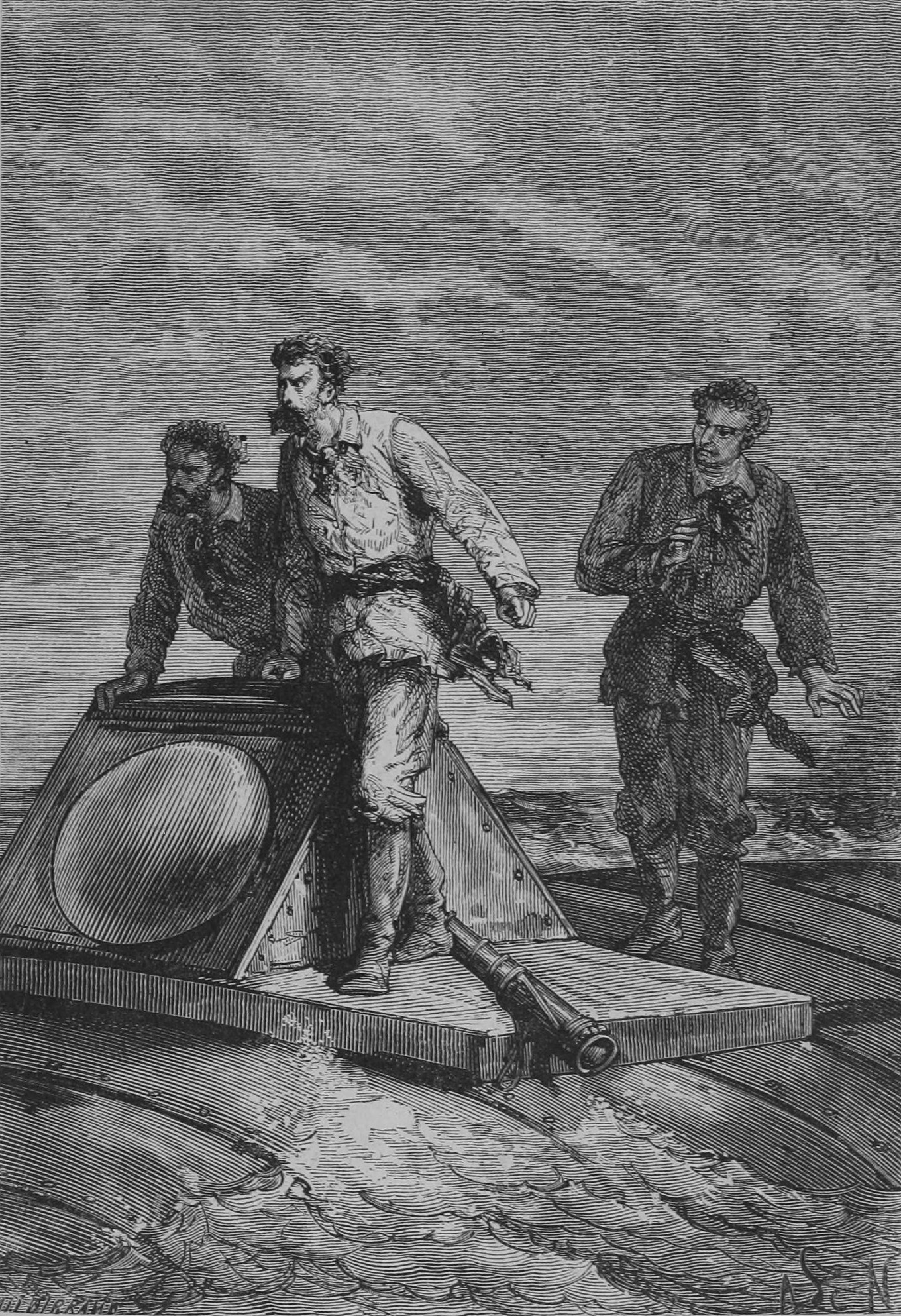
A Nautilus kapitánya érdekes észleleteket tett.

### Főszint
...ismertem a tengeralattjáró egész előrészét, amelynek a középtől kiindulva és a hajó orra felé haladva ez a pontos beosztása: először is az ötméteres ebédlő, amelyet szigetelőfal választ el a könyvtártól ebbe a helyiségbe nem hatolhat be a víz. A könyvtár szintén öt méter hosszú, mellette van a tíz méter hosszú szalon, amelyet ismét vízhatlan fal választ el a kapitány szobájától. Ez a szoba ötméteres. A kapitány szobája után következik az én két és fél méteres szobám, e mellett egy hét és fél méteres légtartály van, amely az orrtőkéig terjed. Ez összesen harmincöt méter.
| hely, hossza               | idézet, kép |
| -------------------------- | --- |
| hajó orra                  | |
| orr-tőke                   | |
| légtartály (7,5m)          | |
| Aronnax szobája (2,5m)     | A számomra kijelölt kabin egy finom ízléssel berendezett aránylag tágas szoba volt, ággyal, mosdóval s egyéb, kényelmes bútorral. |
| Nemo szobája (5m)          | Az ön szobája az enyémbe nyílik - mondta, s kinyitotta az ajtót. - Az én szobám meg a szalonba... ...a hőmérő a Nautilus belsejében levő hőmérsékletet mutatja, a barométer a légnyomást, s előre jelzi az időváltozást. A higrométer a levegő páratartalmát mutatja: a viharpohárban levő keverék bomlásából vihar közeledtére következtethetek, az iránytű az égtájakat mutatja, a szextánssal a nap magasságából kiszámíthatom a szélességi fokot, a kronométer segítségével a hosszúsági fokot ... Feszmérő. Ha a vízzel összeköttetésbe hozom, megmutatja a külső nyomást, s ebből már tudom, hogy milyen mélységben halad a hajóm. ... újfajta mélységmérők a vízrétegek hőmérsékletét mutatják. Ebből is következtetek a mélységre. |
| Nemo szobája (5m)          | - Nemo kapitány háló– és dolgozó-szobája. |
| vízhatlan fal              | |
| ebédlő (5m)                | Beléptünk az ebédlőbe. A nemes ízléssel berendezett terem két végén két hatalmas, ébenfával berakott tölgyfa pohárszék állt; polcain felbecsülhetetlen értékű fajansz, porcelán, üvegedény s ezüst szikrázott a pompás kivilágításban. A mennyezet finom színű üvegfestményei kellemesen szűrték meg a magasból aláhulló fényt. |
| ebédlő (5m)                | - Az ebédlő. - A tanár jól hozzálátott a reggelihez. |
| szigetelőfal, szárnyasajtó | A terem végén megnyílt a szárnyasajtó. Ugyanolyan nagyságú szobába léptem, mint az ebédlő. |
| könyvtár (5m)              | A könyvtárban álltunk. A falakat mennyezetig érő, fekete paliszanderfából készült, rézbera- kással díszített, széles polcok borították; rajtuk temérdek, egyforma kötésű könyv. A polcok körülfutottak az egész termen, alattuk óriási, barna bőrrel kárpitozott, kényelmes, süppedős pamlagok álltak. |
| könyvtár (5m)              | - A könyvtárban. - Lankadtan, lég után kapkodva dűlt le ágyára. |
| szárnyasajtó               | Nemo kapitány most egy másik ajtót nyitott ki, azzal szemközt, amelyen át a könyvtárba jöttünk. |
| szalon: (10m)              | Óriási, fényesen kivilágított szalonba léptem. A tíz méter hosszú, hat méter széles, öt méter magas négyszögletes terem finom cirádákkal ékített mennyezetéről egyenletes, nappali fény áradt a múzeum káprázatos kincseire. A terem közepén villanyfénnyel megvilágított szökőkút játszott; medencéjét egyetlen óriáskagyló képezte. A szemben levő falon függő számlap a Nautilus sebességét jelzi. Villamos vezeték köti össze a sebességmérő csavarjával: műszerem állandóan mutatja a hajó pillanatnyi sebességét." |
| szalon: (10m)              | - A terem hátterében csinos orgona állott.. - Jerünk vissza a szobámba!.. - Óriási aquárium ablakánál ülve.. - Az elsárgult iratcsomag. - Egyszerre egy váratlan látvány lepte meg. - A szekrény aranyrudakkal volt tele. - Néha-néha megzendült szobájában az orgona hangja. - .. ön ma még az én ellenvetésemet is megcáfolja.. - Óriási nagyságú kalmár volt. - - Úgy van uram! A Bosszúálló.. - Nemo kapitány! Ön hívott: itt vagyunk! - Harbert a kapitány felé közeledett. - Fektéből nem bírt már fölemelkedni. - "Isten vegye magához lelkét!" |
| akna                       | ...a hajó közepére értünk. Itt két vízhatlan fal között egy akna tátongott. Az akna peremére vaslétra volt kapcsolva. Megkérdeztem a kapitányt, hova vezet ez a létra. - A csónakhoz. Ugyan ez a létra vezet a Nautilus tetejéhez is. |
| akna                       | - Amint a korlátot megfogta, elbődülve visszatántorodott. - A kanadai bizalmatlansága a kapitány iránt. - Egy óriási polypkar nyult be a nyíláson. |
| kis szoba (2m)             | ...a tetőre vezető lépcső mellett egy két méter hosszú kabinba néztem be, ahol Conseil és Ned pompás étvággyal fogyasztották éppen a bőséges ebédet. |
| konyha (3m)                | Azután a három méter hosszú konyhába léptünk. Innen nyíltak a nagy éléskamrák. |
| fürdőszoba                 | A konyha mellett volt a kényelmes fürdőszoba; a csapokból éjjel- nappal hideg és meleg víz folyt. |
| legénység (5m)             | A fürdőszobán túl egy öt méter hosszú helyiség következett, a legénység hálóhelye. |
| vízhatlan fal              | A folyosó végén negyedik vízhatlan fal választotta el a legénységi szállást a gépháztól. |
| gépház (20m)               | Megnyílt egy ajtó, s beléptem a húsz méter hosszú terembe. Nemo kapitány aki minden bizonnyal kitűnően képzett mérnök itt állította fel a Nautilus meghajtását végző gépeket. A jól kivilágított gépház két részre oszlott. Egyikben voltak az áramfejlesztő telepek, a másikban a hajócsavart mozgató gépek. |
| fegyver– és búvárruhatár   | Beléptünk egy kamrába, amely a gépterem mellett volt, s itt átöltöztünk a tenger alatti sétára. Ebben a kamrában volt a Nautilus fegyvertára és a ruhatár elhelyezve. Tizenkét búvárruha függött a falon, ilyet kellett nekünk is a sétára felöltenünk. |
| fegyver– és búvárruhatár   | - Csakhamar elkészültek. |
| hajó tatja                 | |

## ANautilusirányítása
A hajó jobbra-balra való irányításához, a megforduláshoz, egyszóval a vízszintes síkban való haladáshoz közönséges széleslapátú kormányt használok. A kormány a fartőke végén van elhelyezve, kerék- és csigasor mozgatja. De én a Nautilust lentről fölfelé s föntről lefelé, függőleges irányban is hajthatom mégpedig két ferde szárny segítségével, amelyek a hajó oldalán, a merülési középpontban vannak elhelyezve. Ezek a szárnyak bármely irányba állíthatók, s belülről hatalmas emelők mozgatják. Ha a szárnyak párhuzamosan állnak a hajóval, ez vízszintes irányban mozog. Ha szögben állnak hozzá, a Nautilus az elhajláshoz és a csavarmeghajtáshoz képest tetszőlegesen meredek vagy lejtős vonalban száll le vagy emelkedik felfelé. Ha pedig gyorsan akarok a felszínre kerülni, leállítom a csavart: a víznyomás ekkor függőleges irányban hajtja fel a Nautilust, mint ahogyan a hidrogénnel töltött léggömb is szédítő gyorsasággal emelkedik fel a levegőbe.
A kormányfülkét villanyvezeték kötötte össze a gépházzal, s Nemo kapitány a kormánykerék mellől egyidejűleg szabhatta meg az irányt és a sebességet. Megnyomott egy fémgombot, s erre a csavar forgása hirtelen meglassult.
A hajócsavar forgása elérte a legnagyobb gyorsaságot; a négy lapát hatalmas erővel csapkodta a vizet.
A telepek által fejlesztett áramot a hajófarba vezetem, ahol óriási elektromágnesek egy különleges emeltyű- és fogaskerék-rendszerű hajtóműre viszik át, amely a hajócsavart mozgatja; ez másodpercenként akár százhúsz fordulatot is végezhet.

## ANautilusútja
A greenwichi délkört, mint egyetlen egységes kezdő hosszúsági kört csak az 1884-es Nemzetközi Meridián Konferencia fogadta el, jó néhány évvel a regény írása után. Verne nem mindig követhető okból keverve használja a washingtoni, londoni és párizsi kezdőkört. Ebben a szóvikkben a koordináták a greenwichire átszámolva szerepelnek.

### ANautilusútja aNemo kapitányregényben
| |  |
| A hajó Nemo kapitány regénybéli útja a jobb oldali, Csendes-óceánt ábrázoló térképen kezdődik és a bal oldali térképen folytatódik. |  |

Összefoglalás
Aronnax, a Nautilus kéretlen utasa visszaemlékezése: Szerencsére mégiscsak megfékeztem magamat, leheveredtem az ágyamra, hogy lecsillapuljak. Idegeim lassanként megnyugodtak, de túlfűtött agyam lázasan dolgozott, s gyors egymásutánban pergett le előttem az Abraham Lincolnról való eltűnésem óta eltelt hónapok minden emléke, a boldog és a szomorú élmények, a tenger alatti vadászatok, a Torres-szoros, az új-guineai bennszülöttekkel való kaland, a Nautilus zátonyra futása, a koralltemető, a szuezi átjáró, Szantorin-szigete, a krétai búvár, a Vigo-öböl, Atlantisz, a jégtorlasz, a Déli-sark, a jégbörtön, a polipokkal való küzdelem, a vihar a Golf-áramlatban, a Bosszúálló s az utolsó, rettenetes jelenet, a csatahajó s a legénység elsüllyesztése!...
Az út részletesen
A táblázat csak azokat az eseményeket tartalmazza, amelyekhez Verne megadta mindkét koordinátát, vagy a nevesített földrajzi hely egyértelműen beazonosítható.
| dátum          | helyszín | cselekmény |
| -------------- | --- | --- |
| 1866           | | |
| július 20.     | | ...a Calcutta and Burmah Steam Navigation Company egyik gőzöse, a Governor Higginson, Ausztrália keleti partjától ötmérföldnyire valóban találkozott az úszó óriással. |
| július 23.     | | ...a West India and Pacific Steam Navigation Company Cristobal Colon nevű gőzöse a Csendes-óceán vizein azonos jelenséget észlelt. |
| augusztus 7.   | é. sz. 42° 15′, ny. h. 60° 35′42.250000°N 60.583333°W                                                              | ... a Compagnie Nationale Helvetiája s a Royal Mail Shannonja ellentétes irányban haladt az Atlanti-óceánon az Egyesült Államok és Európa között; kölcsönösen jelezték egymásnak a tengeri szörnyet... |
| 1867           | | |
| március 5.     | é. sz. 27° 30′, ny. h. 72° 15′27.500000°N 72.250000°W ???                                                          | A Montreal Ocean Company Moravian nevű hajója ... éjnek idején farával jobb felől nekiütközött egy sziklának, amelyet semmiféle térkép sem jelez ezen a tájon. |
| április 13     | é. sz. 45° 37′, ny. h. 15° 12′45.616667°N 15.200000°W ???                                                          | ...Délután 4 óra 17 perckor, amikor az utasok a nagy szalonban az ebédnél gyűltek össze, a hajótesten alig érezhető lökés futott végig. Az ütést a hajó a faron, a bal oldali kerék mögött kapta. A Scotia ugyanis nem futott neki semminek. A hajófarhoz ütközött hozzá valami. |
| június 11      | | ...egy San Franciscóból Sanghaj felé tartó gőzös az állatot ... a Csendes-óceán északi vizein látta. |
| november 5.    | é. sz. 31° 15′, k. h. 147° 42′31.250000°N 147.700000°E                                                             | Az Abraham Lincoln pozíciója, amikor felfedezi a Nautilust. |
| november 8.    | é. sz. 30° 07′, k. h. 37° 15′30.116667°N 37.250000°E HIBÁS                                                         | A Nautilus a párizsi délkörtől számított 37° 15' nyugati hosszúság és a 30° 7' északi szélesség mentén halad. Tehát körülbelül háromszáz mérföldnyire vagyunk a japán partoktól. Ma november 8-a van... |
| november 17.   | é. sz. 32° 40′, k. h. 165° 30′32.666667°N 165.500000°E                                                             | Az északi szélesség 32° 40'-e és a nyugati hosszúság 167° 50'-e alatt egy kis szigetecskét találtam; Crespo kapitány fedezte fel 1801-ben. |
| december 1.    | d. sz. 8° 57′, ny. h. 139° 32′8.950000°S 139.533333°W                                                              | December 1-én a száznegyvenkettedik fok mentén áthaladt az egyenlítőn, s ugyanazon hónap 4-én, gyors utazás után, melyen semmi rendkívüli nem történt, már a Marquises-szigetcsoport vizeibe értünk. Három mérföldnyi távolságban, a déli szélesség 8° 57’-e s a nyugati hosszúság 139° 32’-e alatt megpillantottam a francia birtokban levő szigetcsoport legnagyobb szigetét, a Nouka Hivát s a Martin-fokot.                                                                                                |
| december 27.   | d. sz. 16° 04′, k. h. 164° 32′16.066667°S 164.533333°E                                                             | Északkeleten egy kisebb meg egy nagyobb vulkanikus sziget emelkedett ki a tengerből, negyven mérföld kerületű korallszirttel körülvéve. Ott voltunk a tulajdonképpeni Vanikoro-sziget előtt - amelyet Dumont d’Urville Recherche-szigetnek nevezett el - éppen a kis Vanou-öböl előtt, a déli szélesség 16° 4’-e és a keleti hosszúság 164° 32’-e alatt. |
| 1868           | | |
| január 4-9.    | Torres-szoros | A Nautilus ...hirtelen irányt változtatva egyenesen nyugatnak vágott a Geboroar-sziget felé. Egy hirtelen lökés földhöz vágott. A Nautilus megállt. Kissé bal felé dőlve megfeneklett egy zátonyon. Szóba került a többi között a Nautilus helyzete is; éppen abban a szorosban feneklett meg, ahol Dumont d’Urville kis híján hajótörést szenvedett. Holnap - tette hozzá a kapitány, s felállt -, holnap délután két óra negyven perckor a Nautilus elszabadul, és sértetlenül kihajózik a Torres-szorosból. |
| január 11.     | é. sz. 10° 00′, k. h. 135° 00′10.000000°N 135.000000°E                                                             | január 11-én, a hosszúság százharmincötödik és az északi szélesség tizedik fokán megkerültük a Carpentaria-öböl csúcsát képező Wessel-fokot. |
| január 11.     | é. sz. 15° 00′, k. h. 105° 00′15.000000°N 105.000000°E                                                             | Január 18-án a Nautilus a százötödik hosszúsági fokon s a déli szélesség tizenötödik foka mentén haladt. |
| január 21.     | é. sz. 12° 05′, k. h. 94° 33′12.083333°N 94.550000°E                                                               | 21-én reggel a déli szélesség 12° 5’-e s a hosszúság 94° 33’-e alatt megpillantottuk Keeling szigetét. |
| január 28.     | é. sz. 8° 58′, k. h. 79° 53′8.966667°N 79.883333°E                                                                 | - Ceylon szigete gyöngyhalászatáról híres. Volna-e kedve, Aronnax úr, megtekinteni az egyik halásztelepet? Az előttem levő térképen megkerestem a Manaar-öbölt. A kilencedik délkörön találtam meg, Ceylon északnyugati partján. A kis Manaar-sziget vonulata keríti be. Teljesen meg kell kerülnünk Ceylon nyugati partját, hogy eljussunk az öbölbe. |
| február 3.     | é. sz. 23° 36′, k. h. 58° 35′23.600000°N 58.583333°E                                                               | Midőn e tengert elhagytuk, egy pillanatra feltűnt előttünk Maszkát, az Oman-föld legjelentősebb városa. |
| február 3.     | é. sz. 12° 48′, k. h. 45° 02′12.800000°N 45.033333°E                                                               | Február 6-án a Nautilus elhaladt Aden előtt; a város hegyfokon épült, s keskeny földnyelv köti össze a szárazfölddel. |
| február 9.     | é. sz. 21° 25′, k. h. 39° 49′21.416667°N 39.816667°E                                                               | Aznap este a Nautilus a 21° 30’ északi szélességen, a felszínen haladva, az arab part felé közeledett. Megpillantottam Hedzsászt, Egyiptom, Szíria, Törökország és India jelentős kereskedelmi gócpontját. |
| február 15.    | Kréta | Megállapítottam a Nautilus irányát, s láttam, hogy Kréta szigete felé halad. Váratlanul egy búvár kopogtat be a Nautilus ablakán. – Ne nyugtalankodjék – mondta a – Nicolas volt, a Matapan-foki híres búvár. Úgy úszik, mint a hal. A Kikládokon mindenki ismeri őt. |
| február 18.    | é. sz. 35° 56′ 41″, ny. h. 5° 34′ 10″35.944722°N 5.569444°W és é. sz. 42° 14′, ny. h. 8° 43′42.233333°N 8.716667°W | Február 18-án, reggel három óra tájt a Gibraltári-szoros bejáratához ért. Estére elérték a Vigói-öblöt. - Professzor úr - felelte a kapitány -, a Vigói-öbölben vagyunk, s ha érdekli önt, most megláthatja, milyen titok van eltemetve az öbölben, a tengerfenéken. |
| február 19.    | é. sz. 33° 22′, ny. h. 16° 17′33.366667°N 16.283333°W                                                              | ...a Nautilus helyzete már be volt jelölve. A hosszúság 16 fok 17 percén s a szélesség 33 fok 22 percén haladtunk, százötven mérföldnyire a legközelebbi parttól. |
| március 13.    | d. sz. 45° 37′, ny. h. 37° 53′45.616667°S 37.883333°W                                                              | Ezen a napon a Nautilus roppant érdekes mélységmérési kísérleteket végzett. |
| március 17.    | d. sz. 67° 39′, ny. h. 51° 30′67.650000°S 51.500000°W                                                              | Tengert, vízfelületet semerre sem láttunk. A Nautilus előtt végtelen, egyenetlen síkság terült el. Egymásra tornyosuló jégtömbök kusza, szeszélyes összevisszasága terpeszkedett szemünk előtt, mint zajláskor a folyam hátán az egymásra torlódó jég - csakhogy ahhoz nem mérhető, óriási arányokban. |
| március 19-21. | Déli-sark | ...én, Nemo kapitány 1868. március 21-én elértem a déli szélesség 90. fokát, a Déli-sarkot... |
| április 1.     | d. sz. 53° 56′, ny. h. 67° 56′53.933333°S 67.933333°W                                                              | Másnap, április 1-én, amikor a Nautilus feljött a felszínre, déli tizenkét óra előtt néhány perccel nyugat felől szárazföldet pillantottunk meg. A Tűzföld volt. |
| május 12.      | | Május 12-én tört ki a vihar, éppen abban az órában, amikor a Nautilus alig néhány mérföldnyire New York kikötőbejáratától, Long Island magasságában hajózott. |
| május 30.      | é. sz. 49° 56′, ny. h. 6° 19′49.933333°N 6.316667°W                                                                | Május 30-án megpillantottuk Anglia legdélibb csúcsa és a Sorlingues-ek között Land’s Endet, amelyet jobbfelől hagytunk magunk mögött. |
| június 1.      | é. sz. 47° 24′, ny. h. 17° 28′47.400000°N 17.466667°W                                                              | Néhány perccel később a Nautilus nyolcszázharminchárom méter mélységben megállt a tengerfenéken. ... Nyolcvannégy esztendő előtt ... ez a hajó hősies küzdelem után ... ötvenhat tengerészével együtt inkább a halált választotta, semmint hogy megadja magát az ellenségnek! Kitűzte a farra a lobogót, s ezzel a kiáltással süllyesztette el magát a tengerbe: “Éljen a köztársaság!” Ez a hajó a Vengeur volt!                                                                                              |
| június 22.     | é. sz. 67° 48′, k. h. 12° 50′67.800000°N 12.833333°E                                                               | - A Malström! A Malström! - kiáltozták. ... Tudjuk, hogy dagály idején a Vaeröy- és Lofoten-szigetek közé szorult víz irtózatos erővel tombol. Egyetlen hajó sem szabadult ki eddig az örvénylő kavargásból! |

### ANautilusaA rejtelmes szigetregényben
| dátum       | helyszín       | cselekmény |
| ----------- | -------------- | --- |
| 1868        |                | |
| október 15. | Lincoln-sziget | "A csónakon a Nautilus farához eveztek. Ott a vízvonalon megtalálták a hajó merülését szabályozó tartályok két széles nyílású csapját. A telepesek megnyitották a csapokat, a tartályokat víz árasztotta el, a Nautilus süllyedni kezdett, mind lejjebb és lejjebb merült, majd végül eltűnt a víztükör alatt. A telepesek azonban még sokáig nyomon követhették mélybe merülését. Erős fénye még az alsóbb rétegekből is fölhatolt az áttetsző vízen keresztül, mígnem a kripta lassan sötétbe borult. Végül az elektromos fény roppant sugárzása is elhunyt, és a Nautilus - immár Nemo kapitány koporsója - megpihent a hullámsírban." |
| 1869        |                | |
| március 8.  | Lincoln-sziget | "... március 8-ról 9-re virradó éjszakán mérhetetlen gőzoszlop tört föl a kráterből, és irtózatos dörej közepette több mint háromezer lábnyira tornyosult a sziget fölé. A Dakkar-kripta belső fala nyilvánvalóan engedett a gázok nyomásának, beomlott, s a tengervíz a központi kürtőn keresztül bezúdult a tűzokádó torokba, s ott tüstént gőzzé forrt. ... Egész hegydarabok omlottak a Csendes-óceánba, és néhány perc múltán tenger borította azt a helyet, ahol nemrégen még a Lincoln-sziget virágzott." |

## Műszaki adatok
- Hossz: 70 m
- Szélesség: 8 m
- Lökettérfogat : 1506 t
- Öv páncél: 15, 24 cm
- Maximális sebesség: 50 csomó
- Meghajtás: akkumulátorral működő elektromos motor
- A propeller átmérője 6,00 m
- Legénység: maximum: 20 fő, minimum: 5 fő
- Mentőcsónak: egy

## Képek
- A Nautilus tervrajza (fantáziarajz)
- Makett

## Külső hivatkozások
- Nautilus.lap.hu – linkgyűjtemény